# Siemiatycze
Siemiatycze este un oraș în Polonia.